# Nuga-Nuga-Nationalpark
Der Nuga-Nuga-Nationalpark (engl.: Nuga Nuga National Park) ist ein Nationalpark im Südosten des australischen Bundesstaates Queensland. Er liegt 515 Kilometer nordwestlich von Brisbane und 150 Kilometer nördlich von Roma.

## Landesnatur
Der Nationalpark liegt am Nordufer des Lake Nuga Nuga am nördlichen Ende des Arcadia Valley und östlich der Carnarvon-Schlucht. Er ist der größte See im Sandsteingürtel des Landes.
In der Nachbarschaft liegen die Nationalparks Carnarvon, Albinia, Palmgrove und Expedition.

## Flora und Fauna
Auf dem See blühen manchmal Seerosen.
Der See ist ein wichtiger Lebensraum für Wasservögel im ansonsten trockenen Sandsteinland nördlich der Carnarvon Range.

## Einrichtungen und Zufahrt
Am Ufer des Lake Nuga Nuga gibt es einen Zeltplatz, der aber keine besonderen Einrichtungen besitzt.
Von Roma aus gelangt man über die Carnarvon Developmental Road zum Park. Der See liegt bei der Siedlung Warmilla, 5 Kilometer östlich der Straße. Die Straßen zum Park sind bei feuchtem Wetter nicht befahrbar.